# (55) Pandora
(55) Pandora – planetoida z pasa głównego planetoid okrążająca Słońce w ciągu 4 lat i 215 dni w średniej odległości 2,76 j.a. Została odkryta 10 września 1858 roku w Albany przez George Mary Searle. Jej nazwa pochodzi od Pandory w mitologii greckiej, żony Epiteteusza. Pandora to również nazwa jednego z księżyców Saturna.